# Flickery Flies
Flickery Flies var en svensk sånggrupp verksam under åren 1946–1964.

Affisch med Brita Borg och Flickery Flies på Barnens Dag i Ystad 1964.

## Historia
Gruppen bestod till en början av Brita Borg, Allan Johansson, Bengt Elmberg och Gunnar "Siljabloo" Nilson. När de började arbeta för Knäppupp 1952 ersattes de två sistnämnda av Oscar Rundqvist och Karl-Olof Finnberg. 1954 ersattes den sistnämnde av Tosse Bark, Brita Borgs kompis från Vårat gäng-tiden.
De kallade sig i början Allan Johanssons sångkvartett. Namnet Flickery Flies föddes i Radiotjänsts ungdomsprogram Fönstret 1946, och gavs av en radiolyssnare i en lyssnartävling. De uppträdde i Povel Ramels musikaliska humorprogram i radio, Föreningen för flugighetens främjande. 
Gruppen medverkade sedan i de flesta Knäppupp-revyerna med sånger skrivna av Povel Ramel, men gjorde också radio- och folkparksuppträdanden och skivinspelningar med andra sånger.
Deras kännemärke var en musikaliskt säker stämsång för alt (Borg), bas (Rundqvist) och tenor/baryton (Johansson och Bark). Arrangemangen och sångstilen hade många drag av Glenn Millers sånggrupp The Modernaires och Tommy Dorseys The Pied Pipers, vokalgrupper som var mycket populära under 1940-talet.
Gruppen har bland annat sjungit in Samba Augusta, Istanbul/Konstantinopel, Hey-bop-a-ree-bop, Fars Fabrik, The Doodelidotts, Jazz Me Blues, Gärdebylåten, Calle Schewens vals och Gå i kloster Brita!.

## Övrigt
I Knäppupp III - Tillstymmelser ("Rymdknuttarna") medverkade Flickery Flies i rymddräkter med fyra armar, och medföljande hjälmar med antenner på huvudet. Ingen kunde dock höra vad de sjöng, så numret ströks efter några föreställningar. 1962 användes rymddräkterna igen, dock för en engångsföreteelse, i TV-programmet "Nya Ansikten".  De som använde rymddräkterna var den göteborgska popgruppen The Spotnicks.

## Verk

### Filmografi
- 1953 – I dur och skur
- 1954 – I rök och dans

### Revy
| År   | Roll        | Produktion                                                                | Regi        | Teater       |
| ---- | ----------- | ------------------------------------------------------------------------- | ----------- | ------------ |
| 1959 | Medverkande | Doktor Kotte slår till eller Siv Olson Hans Alfredson och Tage Danielsson | Per Edström | Idéonteatern |